# Salmonella
Salmonella er en slægt af stav-formede, Gram-negative tarmbakterier, fakultativt anaerobe.
Smitte med bakterien fører bl.a. til gastroenteritis med feber, kvalme, opkastninger og diarré som symptomer.
Bakterien findes hos dyr som fx fjerkræ og svin, dyrene er oftest ikke påvirket af koloniseringen.
Andre fakta:
- Har ingen visuel effekt på kødets overflade
- Dør ved stegning eller kogning: (+75C˚)
- Kan fryses ned og overleve, formerer sig ved +5C˚ – +45C˚

## Forekomst, smittevej og smittekilder
Salmonella kan kolonisere stort set alle dyr, således er der et stort reservoir for bakterien. Nogle arter af Salmonella er adapteret til mennesker, mens andre arter kun findes hos dyr.
De fleste infektioner sker som følge af indtagelse af fødevarer kontamineret med bakterien. Almindeligst fra fjerkræ, upastauriserede æg og svinekød der ikke er ordenligt tilberedt.
Der ses også person-til-person smitte, særligt med arten Salmonella Typhi, da den dosis af bakterier der skal til, for at give sygdom er lille.
Salmonellaens vækst er påvirket af opbevaringstemperaturen. Risikoen for smitte er også præget af hygiejnen i køkkenet. Er køkkenet dårligt rengjort, har salmonellaen bedre mulighed for at spredes fra urene til rene fødevarer (krydskontamination).
Danske myndigheder og industri har indført salmonellakontrolprogrammer i løbet af 1990'erne. Disse har resulteret i, at markant færre mennesker i dag bliver syge af salmonella fra danske fødevarer, men i julen 1999 døde to personer af salmonellainficeret kiksekage.

## Patogenese
Efter indtagelse passerer bakterien mavesækken, og når mucosa i tyndtarmen. Her bliver enteocytter og M-cellerne (der findes i de Payerske plaques) invaderet. Bakterien bliver i endocytotiske vacuoler, hvor den replikerer. Bakterien kan også blive transporteret over den inficerede celle og blive frigivet til lymfesystemet eller blodbanen. Den inflammatoriske respons der følger infektionen medierer frigivelse af prostaglandiner og stimulerer cAMP og aktiv væskesekretion.

## Sygdom
Der findes følgende sygdomme forårsaget af Salmonella:
Gastroenterit, den almindeligste form for sygdom med Salmonella. Symptomer forekommer 6-48 timer efter indtagelse af kontaminerede fødevare.
Symptomer
- Kvalme
- Opkastninger
- Ublodig diarré
- Feber
- Mavekramper
- Hovedpine

Symptomerne varer i 2 til 7 dage, hvorefter man er af med infektionen.
Sepsis (blodforgiftning) ses mest hos børn, ældre og immunkompromiterede (patienter med HIV, sejlcelle anæmi, immundefekter).
Asymptomatisk kolonisering, her koloniseres galdeblæren og bakterien udskilles med fæces.
tyfus (blodforgiftning)
Parathyfus

## Ekstern link
- Portrætter af verdens 12 farligste bakterier